# Hagelslag

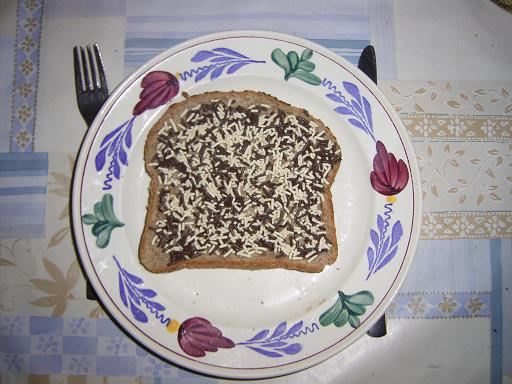
Kromka chleba z tradycyjnym hagelslag

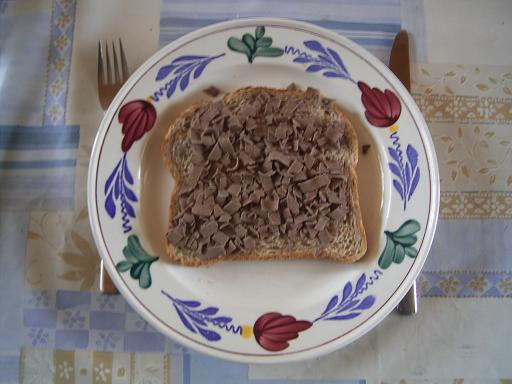
Kromka chleba z czekoladowymi płatkami

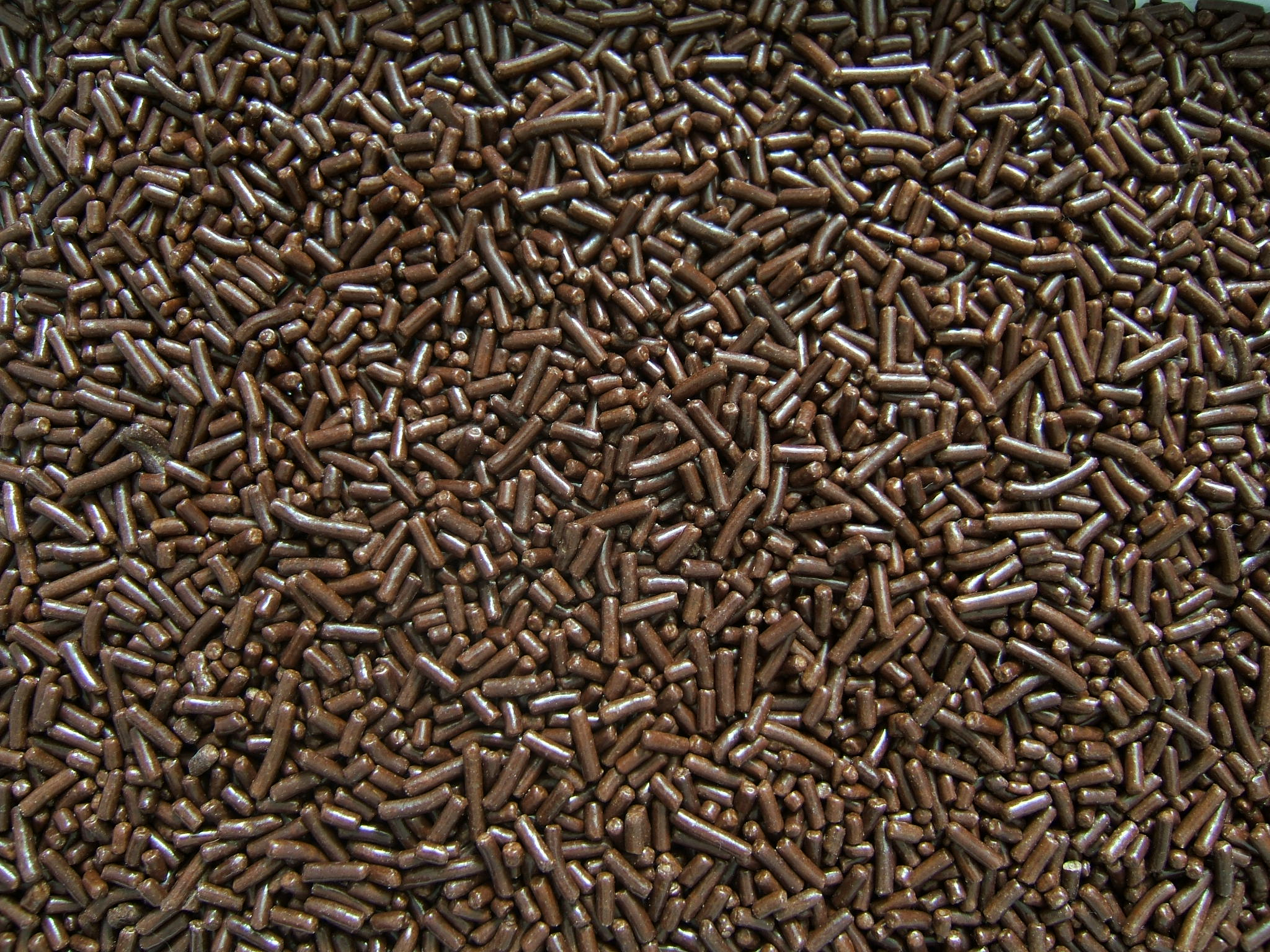
Czekoladowy hagelslag w zbliżeniu

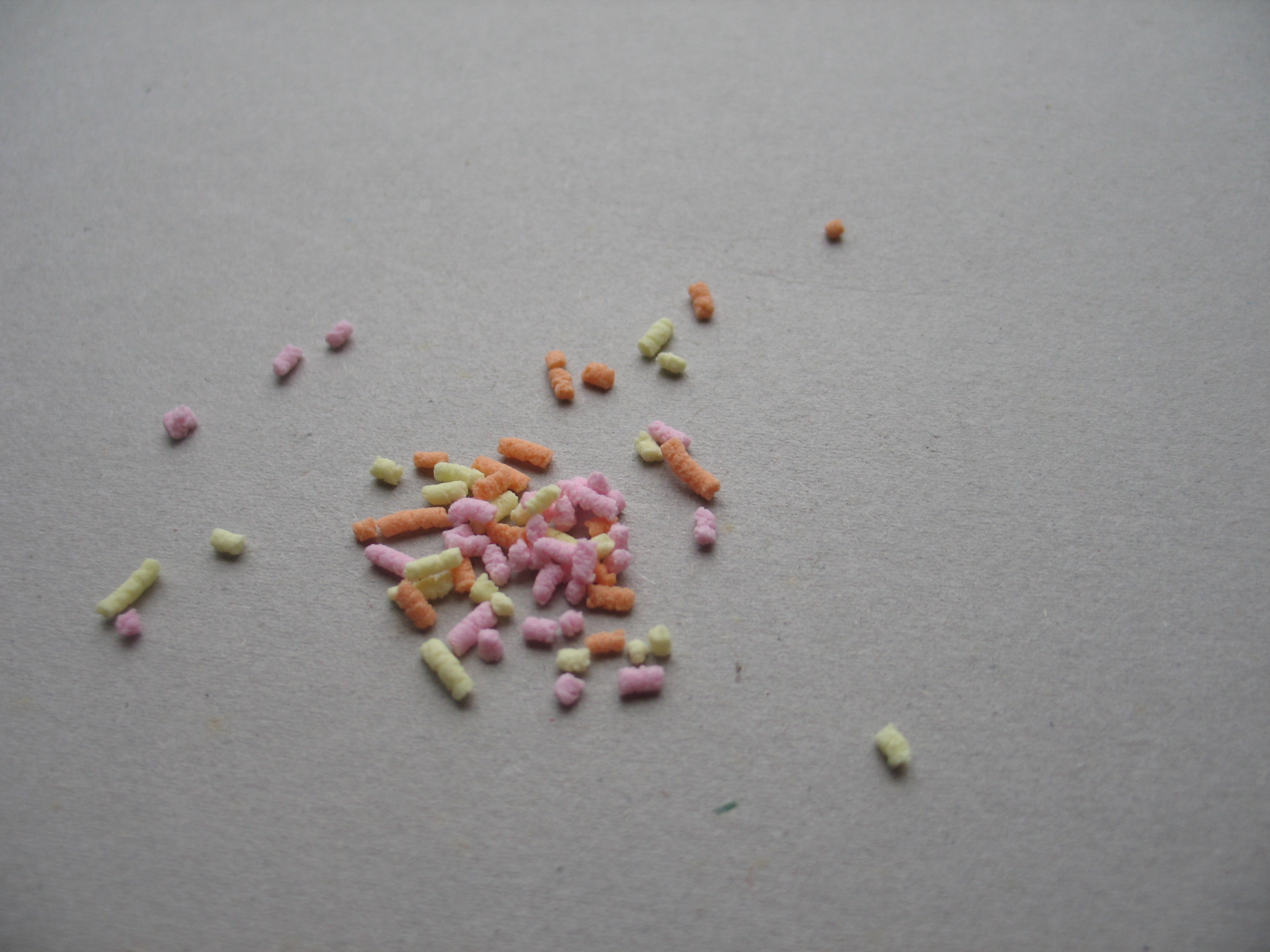
Owocowy hagelslag

Hagelslag lub chocoladehagelslag – małe, podłużne, słodkie w smaku granulki z czekolady, którymi posypuje się kromki chleba lub sucharki uprzednio posmarowane masłem, są typowym niderlandzkim produktem spożywczym.
Spożywane tradycyjnie przez Holendrów na śniadanie lub podczas lunchu.
Produkcja polega na rozwałkowaniu do długich, cienkich wałeczków (a la spaghetti) uprzednio przygotowanej masy z kakao, mleka w proszku oraz  cukru i po ostudzeniu pocięciu ich na drobne kawałeczki. Tak otrzymane granulki zostają pokryte warstwą cukru, która nadaje im połysk.
Nazwa nawiązuje do opadu gradu: nid. hagel – grad i neerslag – opad atmosferyczny.
W sprzedaży są dostępne różne rodzaje: z czekolady gorzkiej, mlecznej, białej oraz fantazyjne mieszanki granulek o różnych smakach, np. z gorzkiej czekolady z granulkami o smaku waniliowym. Obok tradycyjnych drobnych granulek na rynku pojawiły się granulki w rozmiarze XXL, które są dłuższe i grubsze.
Innym wariantem są hagelslag vlokken (nid. vlokken – płatki) czyli czekoladowe płatki do posypywania kanapek.
Osobnym wariantem jest tzw. vruchtenhagel (nid. vruchten – owoce i hagel – grad), którego podstawowymi składnikami są cukier, soki owocowe oraz sztuczne substancje smakowe i barwiące. Poza zastosowaniem do sporządzania kanapek owocowy hagelslag jest wykorzystywany do dekoracji, np. bitej śmietany.
Hagelslag jest typowym holenderskim produktem spożywczym, który nie jest dostępny w innych krajach, dlatego Holendrzy często zabierają go ze sobą jadąc na wakacje. Wyjątek stanowi Indonezja (była kolonia holenderska), gdzie standardowo można kupić hagelslag w sklepach. Indonezyjczycy wykorzystują hagelslag do dekorowania deserów i ciastek.
W innych krajach, także w Polsce, całą gamę podobnych do hagelslag produktów wykorzystuje się jako posypki cukiernicze do dekorowania tortów, ciastek, deserów i lodów.